# Vietnams kommunistiska parti
Vietnams kommunistiska parti (vietnamesiska: Đảng Cộng sản Việt Nam) är från 1976 det styrande och enda tillåtna partiet i Vietnam. Under namnet Vietnams arbetarparti var det även det styrande partiet i Nordvietnam från 1950-talets början till Vietnams enande 1975.

## Historia

### Grundande och tidig politik
Partiet grundades 3 februari 1930 i Hongkong genom sammanslagningen av Indokinas kommunistiska parti och Annams kommunistiska parti, båda resultatet av en splittring inom Vietnams revolutionära ungdomsförbund som grundades år 1925 av Ho Chi Minh. Oberoende kommunister från andra grupperingar gick också med i sammanslagningen som resulterade i bildandet av det nya Indokinesiska kommunistpartiet (franska: Parti communiste indochinois). Partiet samlade stöd bland bönder drabbade av missväxt och hårt skattetryck åren 1929 och 1930. Efter stora första majdemonstrationer i staden Vinh år 1931 slog de franska kolonialmyndigheterna till mot vad man fruktade skulle eskalera i ett allmänt bondeuppror och under hösten 1931 dödades över 1300 vietnameser. Indokinesiska kommunistpartiets närvaro i området fullständigt utplånades, generalsekreteraren Tran Phu och flera ledamöter av centralkommittén greps och avrättades. Den första partikongressen hölls i Macau 1935 då partiet också återupplivades. Under andra världskriget intensifierades förföljelserna mot partimedlemmar dels av Vichyregeringens administration och dels av den japanska ockupationsmakten. År 1941 grundades gerillaorganisationen Förbundet för oberoende åt Vietnam vars kamp mot japanerna gav partiet folklig legitimitet medan den franska kolonialmakten, som samarbetat med axelmakterna, tappade kontrollen över kolonin.

### Självständighetskrigen
Indokinesiska kommunistpartiet upplöstes officiellt år 1945 efter Kuomintangs invasion av kolonin men dess medlemmar fortsatte operera genom motståndsrörelsen Viet Minh i Indokinakriget. På andra partikongressen år 1951 bildades Vietnams arbetarparti (vietnamesiska: Đảng lao động Việt Nam). Där bestämdes det att det skulle finnas tre separata kommunistpartier för Vietnam, Laos och Kambodja men där det vietnamesiska partiet skulle ha en särskild ställning. År 1976, efter Nordvietnams seger i Vietnamkriget, enades Vietnams arbetarparti med det sydvietnamesiska Folkets revolutionära parti, och antog namnet Vietnams kommunistiska parti. Genom ett enpartisystem har man sedan dess monopoliserat den politiska makten i landet. 1977 skapades Vietnamesiska fosterlandsfronten, en folkfront där partiet var dominerande, i syfte att nå ut till bredare lager av befolkningen.

## Politisk plattform
Partier är officiellt baserat på Ho Chi Minh-tänkande och marxism-leninism men har de senate årtiondena anammat marknadsekonomi, sedan 1986 kallas det ekonomiska systemet officiellt "socialistorienterad marknadsekonomi" vilken stärkts särskilt sedan kalla krigets slut. Mellan 1960 och 1976 kallades partiets ledare för förstesekreterare men innan 1960 och efter 1976 har benämningen generalsekreterare använts.